# Yucheng, Ya'an
Yucheng är ett stadsdistrikt och säte för stadsfullmäktige i Ya'an i Sichuan-provinsen i sydvästra Kina.